# Ocean's Twelve
Ocean's Twelve (títol original en anglès: Ocean's Twelve) és una pel·lícula de 2004 dirigida per Steven Soderbergh. És la continuació de la pel·lícula de 2001 Ocean's Eleven i és protagonitzada per George Clooney, Brad Pitt, Julia Roberts, Matt Damon i Andy García. La pel·lícula fou estrenada als Estats Units el 10 de desembre del 2004. La tercera part, Ocean's Thirteen, fou estrenada el 8 de juny del 2007. La banda sonora inclou el tema L'appuntamento interpretat per Ornella Vanoni. Ha estat doblada i subtitulada al català.

## Argument
Fa ja tres anys que Danny Ocean (George Clooney) i la seva banda de lladres -encapçalada per Rusty Ryan (Brad Pitt), Linus Caldwell (Matt Damon), l'expert en explosius Basher Tarr (Don Cheadle), i el lladre de caixes fortes Frank Catton (Bernie Mac) -feren l'atrac de la història, robaren al despietat empresari Terry Benedict (Andy García), fins a l'últim cèntim de la caixa forta a Las Vegas.
Després de repartir els $160 milions de dòlars, cada un dels membres de l'equip d'Ocean tractà de portar-se bé, guardar un perfil baix, i viure una vida normal. Però encara que a la dona de Danny, Tess (Julia Roberts), no li agradi, no serà molt fàcil d'aconseguir.
Un dia passa un fet inesperat: algú trenca la Regla Número U, i els delata a Benedict. Aleshores, viure una vida normal ja no és possible. Benedict vol els seus $160 milions – amb interessos – o ja veuran les conseqüències.
D'altra banda, els lladres, descobreixen que Benedict no és l'única persona poderosa al món, que busca els Onze d'Ocean.

## Personatges
- George Clooney: Daniel "Danny" Ocean.
- Brad Pitt: Robert "Rusty" Ryan.
- Matt Damon: Linus Caldwell.
- Julia Roberts: Tess Ocean.
- Don Cheadle: Basher Tarr.
- Bernie Mac: Frank Catton.
- Casey Affleck: Virgil Malloy.
- Scott Caan: Turk Malloy.
- Shaobo Qin: Yen.
- Carl Reiner: Saul Bloom.
- Eddie Jemison: Livingston Dell.
- Elliott Gould: Reuben Tishkoff.
- Vincent Cassel: François Toulour.
- Albert Finney: Gaspar LeMarc.
- Catherine Zeta-Jones: Isabel Lahiri.
- Andy García: Terry Benedict.
- Eddie Izzard: Roman Nagel.
- Bruce Willis: Bruce Willis (cameo).
- Jeroen Krabbé: Van der Woude.
- Cherry Jones: Molly Star/Sra. Caldwell.
- Robbie Coltrane: Matsui.
- Maile Flanagan: Winnie Tang.
- Candice Azzara: l'esposa de Saul Bloom.
- Jerry Weintraub: Denny Shields.
- Martina Stella: Assistent de Nigel